# TVR 450 SEAC
TVR 450 SEAC — британский спортивный автомобиль марки TVR, производился всего один год.

## Предыстория
В 1982 году у компании TVR в очередной раз поменялось руководство — на этот раз хозяином стал Питер Уиллер, бывший инженер-химик.
Угроза развала предприятия исчезла, но начали приходить жалобы на используемые в производстве устаревшие моторы от Ford. Поэтому уже в 1983 году в продажу поступил TVR 350i, на него установили 190-сильный восьмицилиндровый двигатель Rover. Угловатый автомобиль, схожий с новыми Lotus, разгонялся до 220 км/ч. И хоть качество сборки было недостаточным, автомобиль стоил сравнительно недорого.
«Популярная модель может стать ещё популярнее» — рассудил Питер Уиллер, и вскоре появился TVR 390 SE, над мотором которого работал Энди Роуз. С 275-сильным двигателем британский спорткар разгонялся до 230 км/ч. Работа Роуза так понравилась директору компании, что позднее в серию пошли новые, более мощные автомобили: 400 SE (275 л. с.), 420 SE (300 л. с.), 450 SE (320 л. с.). Наконец вершиной этого модельного ряда стали модификации 420 SEAC и 450 SEAC.

## Описание

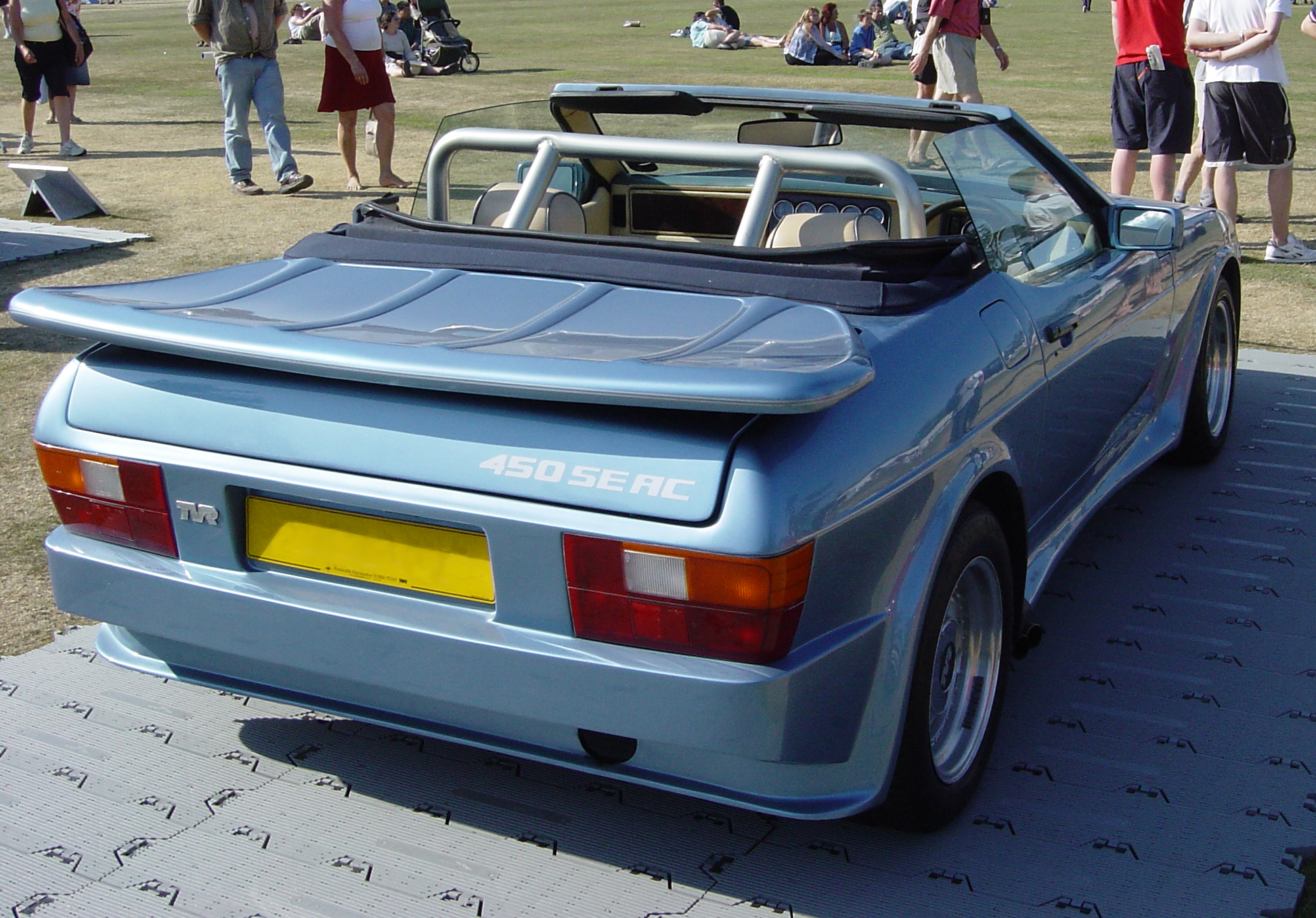
Вид Сзади

Аббревиатура в индексе модели 450 SEAC расшифровывалась как Special Equipment Aramid Composite и указывали на то, что вместо традиционного стеклопластика в конструкции использовали лёгкий, прочный и негорючий кевлар. Формы кузова сделали более округлыми, а молдинги теперь стали особенно развиты и опоясывали весь низ кузова.
Энди Роуз поработал над двигателем Rover — расточил цилиндры, увеличил диаметр клапанов, усилил клапанные пружины, усовершенствовал каналы для более эффективного выпуска отработанных газов и в придачу модифицировал распредвал. Теперь мощность повысилась до 324 л. с., и удельная мощность на тонну массы стала выше, чем у предшественника — TVR 450 SE. Фактическим единственным отличием от модели 420 SEAC также был более крупный двигатель. Управляемость снова оказалась невысокой, особенно на мокрой трассе, да и качество сборки в очередной раз оказалось недостаточным (сказывалась довольно низкая, по сравнению с аналогами, цена), так что реализовать такой быстрый автомобиль, который достигал 265 км/ч, но вместе с тем имел множество более качественных конкурентов, оказалось непросто.
Всего было построено 18 экземпляров TVR 450 SEAC.